# Open Artwork System Interchange Standard
Der Open Artwork System Interchange Standard (OASIS) ist ein Datenformat zur Speicherung von hierarchischen Designdaten im Bereich Electronic Design Automation (EDA).
OASIS ist eine geschützte Marke  des Semiconductor Equipment and Materials International (SEMI) und ist in der Spezifikation SEMI P39 niedergeschrieben.
OASIS wurde als Nachfolger des weit verbreiteten GDSII-Datenformates entwickelt, da es einige Vorteile bietet:
- im Mittel 10- bis 50-mal kleinere Dateien
- 64-Bit Arithmetik
- unbegrenzte Anzahl an Zeichnungsebenen

## Normen und Standards
- SEMI P39 – Specification for OASIS – Open Artwork System Interchange Standard. Kostenpflichtig
- SEMI P44 – Specification for Open Artwork System Interchange Standard (OASIS) Specific to Mask Tools. Kostenpflichtig